# Drosophila usambarensis
Drosophila usambarensis är en tvåvingeart som beskrevs av Lachaise och Chassagnard 2001. Drosophila usambarensis ingår i släktet Drosophila och familjen daggflugor.
Artens utbredningsområde är Tanzania.